# Stemma del Sudan
Lo stemma del Sudan è il simbolo araldico ufficiale del paese, adottato nel 1985. 

## Descrizione
Tale stemma consiste in un serpentario che supporta uno scudo dell'epoca di Muhammad Ahmad, che regnò sul paese nel XIX secolo. In alto un cartiglio riporta il motto del paese: النصر لنا (An-nasr lana, La vittoria è nostra); in basso appare invece il nome ufficiale: جمهورية السودان (Jumhuriyat as-Sudan, Repubblica del Sudan).

## Stemmi storici
Durante il condominio anglo-egiziano del Sudan, il governatore generale britannico usava uno stemma contenente le parole Governor General of the SUDAN, racchiuse in una corona di alloro.
Al momento dell'indipendenza della Repubblica del Sudan, nel 1956, fu adottato uno stemma che raffigurava un rinoceronte all'interno di due palme e di due rami di ulivo. Sotto era inoltre presente un cartiglio narrante in arabo il nome dello stato (جمهورية السودان, Jumhūriyat as-Sūdān).

Sigillo del Sudan turco-egiziano
Emblema del Sudan Anglo-Egiziano
Stemma usato dal governatore britannico del Sudan Anglo-Egiziano
Stemma della Repubblica del Sudan dal 1956 al 1970
Stemma della Repubblica Democratica del Sudan dal 1970 al 1985